# Vincent de Lijser
Vincent de Lijser (De Steeg, 19 augustus 1980) is een Nederlandse radio-dj.

## Biografie
Vincent de Lijser is als dj te horen bij Radio Decibel. Daar presenteert hij sinds het voorjaar van 2014 een ochtendprogramma in het weekend. Eerder was De Lijser als dj werkzaam voor de radiozenders Radio Veronica, TMF HitRadio, HitRadio Veronica en Kink FM. Sinds 2008 is De Lijser naast dj ook music-director van Radio Veronica. Die functie vervult hij anno 2015 nog steeds.
De stem van Vincent de Lijser is ook vaak als voice-over te horen in reclameboodschappen en televisieprogramma's. Daarnaast was De Lijser een van de samenstellers van het in 2012 verschenen boek Top 40 Hitdossier 1965-2012 en de opvolger Top 40 Hitdossier 1965-2015 uit 2015.